# Nikielina
Nikielina – stop miedzi (około 54%), z niklem (około 26%) i dodatkiem cynku lub magnezu. Zastosowania:
- produkcja termopar
- oporniki regulacyjne (dopuszczalna temperatura pracy do 300 °C)